# Banc Nacional d'Eslovàquia
El Banc Nacional d'Eslovàquia (en eslovac, Národná banka Slovenska, NBS) és el banc central de la República Eslovaca, membre de la Unió Europea i el Sistema Europeu de Bancs Centrals.

## Història
És una institució independent el màxim objectiu de la qual és assegurar l'estabilitat de preus. Va ser creada l'1 de gener de 1993 autoritzada pel govern eslovac. El banc representa a Eslovàquia en les institucions internacionals de finances i transaccions de mercat monetari relatiu a la interpretació de política monetària.
El cos màxim de govern del Banc Nacional d'Eslovàquia és el Consell d'Administració, el qual formula la política monetària, aplica els instruments necessaris i regles en les mesures monetàries. Està compost pel governador, dos sotsgovernadors, els quals són designats pel President d'Eslovàquia i altres vuit membres, designats pel govern d'Eslovàquia a proposta del governador.
Des de l'1 de gener de 2005 al capdavant del Banc Nacional Eslovàquia està el Sr. Ivan Šramko.

## Oficina Central
Les actuals oficines centrals del Banc Nacional d'Eslovàquia es van obrir el 23 de maig de 2002 a Bratislava, la capital d'Eslovàquia. Amb una altura de 113 metres i 33 plantes és un dels edificis més alts de la ciutat. Té 9 sucursals regionals, sent el major banc del país.